# Libération des otages des SS dans le Haut-Adige
La libération des otages des SS dans le Haut-Adige fait référence au transfert du camp de concentration de Dachau en Bavière  vers le Haut-Adige (ou Tyrol du Sud), en avril 1945, de 141 personnalités de haut niveau (allemandes et étrangères) prises en otage par le régime nazi finissant, et à leur sauvetage par des unités de la Wehrmacht, qui les remettent ensuite à l'armée américaine.
L'épisode est marqué par une confrontation entre les détachements de l'escorte SS (dont une unité du SD, police militaire interne des SS), et des unités de l'armée allemande dans la localité de Villabassa (Niederdorf) (Haut-Adige/Tyrol du sud). Confrontés à une puissance de feu supérieure et coupés de leur chaîne de commandement, les SS finirent par se retirer sans combattre, après quoi les militaires allemands prirent les otages sous leur protection jusqu'à ce qu'ils puissent être remis à une compagnie de la 5e armée américaine le 4 mai 1945.

## Contexte
Cette prise d'otages est décidée par Adolf Hitler en personne et mise en œuvre par le chef de la Gestapo, le général SS Heinrich Müller. Les personnalités retenues sont des hommes, femmes et enfants de dix-sept nationalités. Trente-sept d'entre elles sont des épouses et enfants d'opposants allemands à Hitler, notamment des proches du colonel Claus von Stauffenberg et d'autres conjurés de l'attentat contre Hitler de juillet 1944, emprisonnés en vertu de la loi pénale allemande dite Sippenhaft (détention des proches) qui permettait de traiter comme des criminels les proches des personnes accusées de crimes contre l'État. Le groupe comprenait en outre des généraux soviétiques, d'anciens collaborateurs de plusieurs pays de l'Axe, quelques chefs de police de Mussolini, quelques hauts responsables politiques nazis et des officiers de l'armée allemande qui s'étaient tout simplement brouillés avec Hitler. En outre, il y avait un certain nombre de saboteurs, espions ou résistants, des dirigeants politiques (comme Léon Blum) ou religieux (comme Mgr Piguet, évêque de Clermont-Ferrand) et quatre survivants de la Grande Évasion.
Il était prévu que ces prisonniers servent de monnaie d'échange avec les Alliés pendant les dernières semaines de la guerre ou après la fin des hostilités. Les prisonniers ont été rassemblés et escortés par un détachement de soldats du SS-Totenkopfverbände (corps chargé de la surveillance des camps de concentration) et du Sicherheitsdienst, la police interne de la SS.

## Chronologie des événements

### Évacuation de Dachau vers le Haut-Adige (Tyrol du Sud)

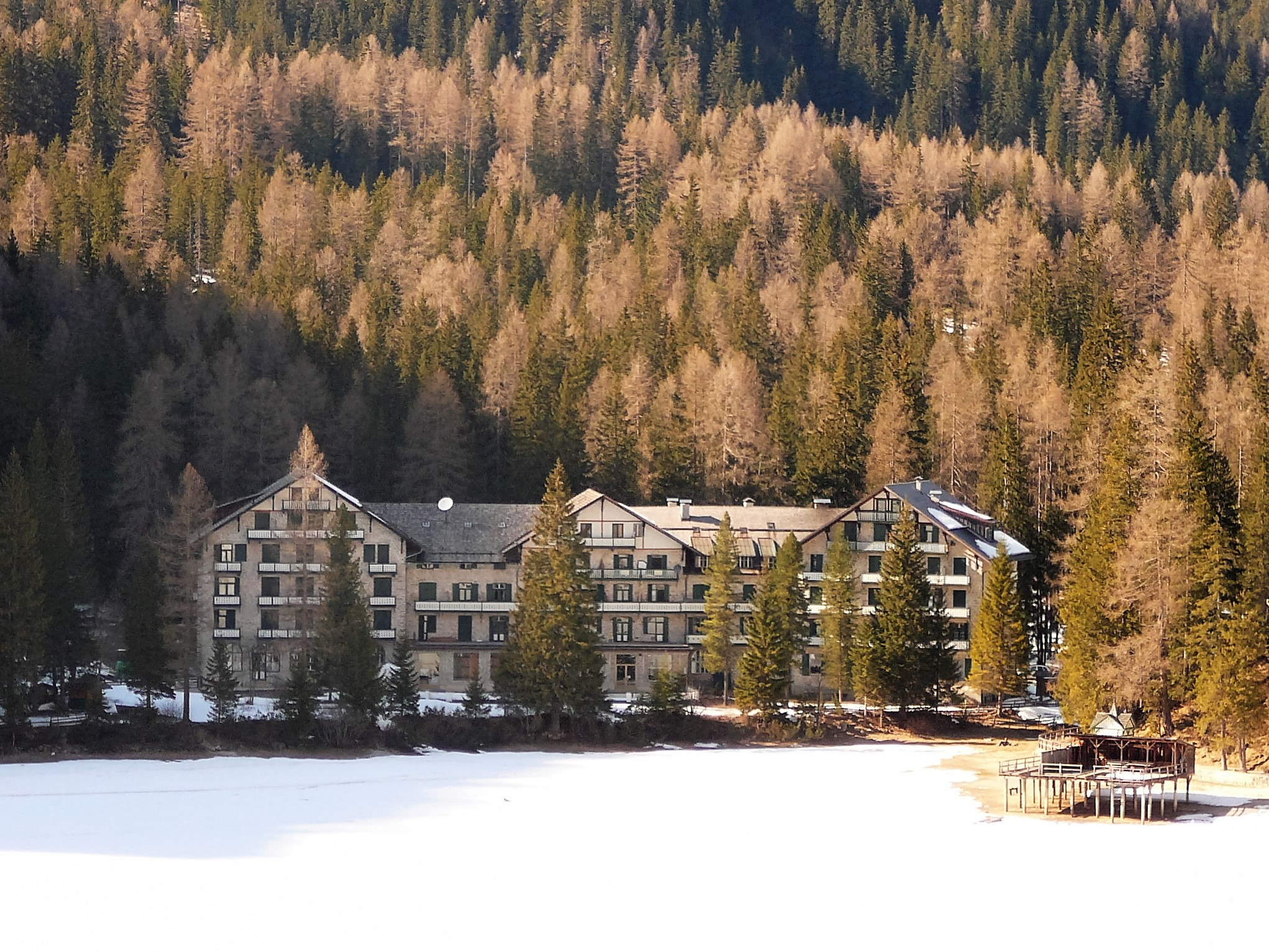
Lhôtel Pragser Wildsee (hotel Lago di Braies) au bord du Lac de Braies.

Les 17, 24 et 26 avril 1945, de petits convois d'autobus et de camions commencent à transporter les personnalités choisies du camp de Dachau vers le camp d'Innsbruck. Le 27 avril, les prisonniers sont embarqués dans des bus pour la dernière étape de leur voyage : un grand hôtel au bord du Lac de Braies, l'hôtel ''Pragser Wildsee'', dans le Haut-Adige (Tyrol du Sud), province germanophone de l'Italie du nord, à 12,5 km au sud-ouest de Villabassa (Niederdorf), un hôtel alors encore occupé par trois généraux allemands de la Luftwaffe et leur état-major.
Traversant le col du Brenner malgré le risque d'être bombardé, le convoi entre en Italie dans la nuit du vendredi 27 au samedi 28 avril 1945 par la vallée de Pusteria et s'arrête finalement au matin, à proximité du village de Villabassa (Niederdorf), situé à 70 km au nord-est de Bolzano.

### Attente à Niederdorf

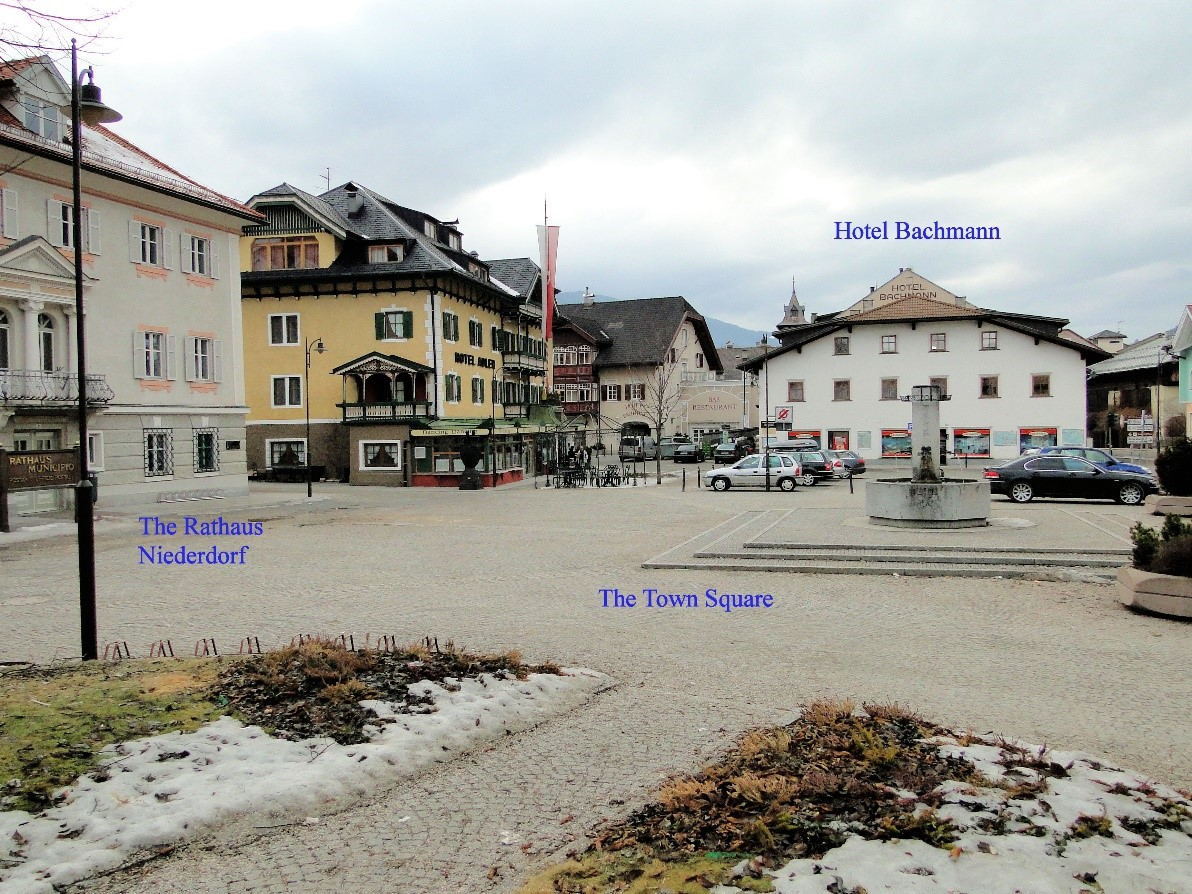
Niederdorf, Tyrol du Sud, théâtre du dénouement entre les SS et la Wehrmacht le lundi 30 avril 1945.

Le commandement du détachement SS, fort d'une trentaine d'hommes, était l'Obersturmführer (lieutenant) Edgar Stiller (de), responsable du transport, de l'hébergement et de la garde générale des otages. Le commandant du détachement du SD, l'Untersturmführer (sous-lieutenant) Friedrich Bader, était également officier de la Gestapo et disposait d'une vingtaine d'hommes sous ses ordres. Il était précédé par une solide réputation de tueur sans états d'âme. Il était chargé de s'assurer de la bonne exécution des ordres reçus de Berlin concernant les otages, y compris leur mise à mort en cas de résistance ou de tentative de sauvetage.
En raison de la situation chaotique à Berlin, déjà presque complètement aux mains de l'Armée rouge, le lieutenant Stiller est coupé de sa chaîne de commandement. Il se montre indécis, ce qui fait monter les tensions, notamment entre son détachement et celui du SD. Après l'arrêt du convoi à Niederdorf, il autorise les prisonniers à quitter les véhicules et à entrer dans le village. Un responsable local (par ailleurs également membre de la Résistance italienne) y organise un hébergement temporaire pour les otages dans les hôtels du village et à la mairie.
Dans la matinée du 28 avril, l'un des otages fouille le portefeuille d'un homme du SD qui s'était endormi sous l’emprise de l'alcool. Il y trouve un document prévoyant l'exécution de 28 des otages, dont tous les prisonniers militaires,. En même temps de nombreux gardes SS et SD s'alcoolisent et deviennent de plus en plus menaçants.

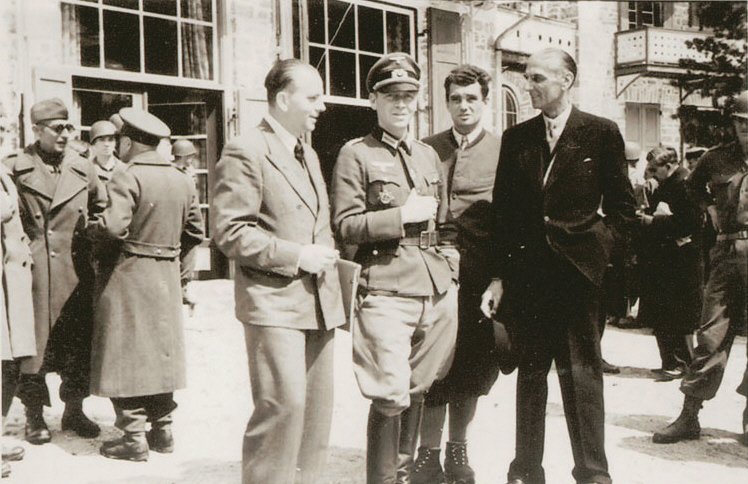
Colonel Bogislaw von Bonin (au centre) avec son collègue otage Sigismund Payne Best (costume sombre, à droite) peu après la libération le 5 mai 1945

Le dimanche 29 avril, le colonel Bogislaw von Bonin, otage emprisonné pour avoir désobéi à Hitler en autorisant le groupe d'armées A à se retirer de Varsovie en janvier 1945, se rend au bureau de liaison local de la Wehrmacht à Niederdorf, où on l'autorise à contacter au téléphone l'un de ses amis, le général Heinrich von Vietinghoff, commandant du groupe d'armées C dont le quartier général est à Bolzano, en Italie. Ce dernier ne peut être joint mais son chef d'état-major, le général Hans Röttiger (en), prend la communication et von Bonin peut lui expliquer la situation et lui demander de l'aide.
Von Vietinghoff rappelle deux heures plus tard pour dire qu'il enverrait un officier et une compagnie d'infanterie pour assurer la garde des otages,. Entretemps, les prisonniers élaborent des plans d'urgence pour attaquer par surprise leurs gardiens qui deviennent toujours plus inquiétants. L'homme chargé du sauvetage des personnalités, le capitaine Wichard von Alvensleben (en) arrive en reconnaissance à Villabassa dans la soirée. Presque immédiatement, il tombe sur l'Obersturmführer Stiller. Von Alvensleben engage une conversation avec lui sans révéler sa mission. Stiller lui confie qu'il avait cédé son autorité sur les prisonniers à l'un des officiers britanniques (il s'agit de l'agent Sigismund Payne Best (en), qui parle parfaitement allemand et s'est imposé comme une sorte de porte-parole des otages), mais se dit aussi très inquiet de la réaction possible de l'imprévisible Untersturmführer Bader.
Von Alvensleben retourne alors à ses quartiers à Sesto (Sexten), à 17 km à l'est de Villabassa (Niederdorf), pour réfléchir à la conduite à tenir. Il n'a reçu ni autorisation ni ordre d'agir contre les SS, et aucun de ses supérieurs n'a l'autorité nécessaire. Il pense à solliciter son frère, le sturmbannführer Ludolf Jakob von Alvensleben, qui commandait à l'époque toutes les unités SS d'Adria West.
A l'aube du lundi 30 avril, von Alvensleben revient à Niederdorf avec deux de ses hommes. Il rencontre alors Friedrich Bader, le sous-lieutenant SS imprévisible dont il avait été question la veille. Toujours sans révéler sa mission, Von Alvensleben engage la conversation. D'abord réticent à évoquer les otages, Bader déclara finalement que ses ordres ne seraient exécutés que lorsqu'ils seraient  tous morts.

### Confrontation entre la Wehrmacht et la SS
À ce stade, von Alvensleben explique qu'il est envoyé par le commandant en chef du groupe d'armées C et que Bader doit considérer ses ordres comme exécutés et sa mission comme terminée. Mais comme un capitaine de la Wehrmacht n'avait aucune autorité pour négocier ou donner des ordres à des SS, Bader refuse sèchement d'obtempérer. Avec seulement deux hommes à sa disposition, von Alvensleben se trouve dans une position inconfortable. Il se retire et contacte rapidement par radio le quartier général de son bataillon à Sesto (Sexten) pour demander qu'un groupement tactique soit immédiatement envoyé à Villabassa (Niederdorf).
Quarante-cinq minutes plus tard, quinze sous-officiers de la Wehrmacht armés de pistolets-mitrailleurs se postent devant l'Hôtel de Ville où étaient cantonnés les détachements SS. Réalisant qu'il avait besoin de renforts supplémentaires, von Alvensleben appelle à l'aide un détachement basé à seulement 4 km, à Dobbiaco.
Deux heures plus tard, 150 hommes d'un bataillon d'entraînement d'infanterie arrivent et positionnent deux mitrailleuses lourdes sur la place en face du quartier général SS de l'Hôtel de ville. Von Alvensleben demande à Stiller et Bader de rester à l'intérieur avec leurs hommes.
Cependant, le capitaine Von Alvensleben se rend compte qu'il a besoin d'un appui de la part de ses supérieurs au quartier général de Bolzano. Par chance, le SS-Obergruppenführer Karl Wolff, commandant suprême de toutes les forces SS en Italie, se tient aux côtés du général Röttiger lorsque von Alvensleben appelle l'état-major. Wolff propose à von Alvensleben d'user de son autorité pour convaincre les détachements SS et SD de se dessaisir des otages – même si lui non plus n'avait pas officiellement autorité sur eux.
Pendant ce temps, Stiller et Bader, ainsi que leurs hommes, sont encerclés dans le village par les forces de la Wehrmacht. La situation reste extrêmement tendue et un échange de tirs entre eux semble être sur le point d'éclater. Finalement, un otage britannique réussit à attirer l'attention des soldats du SD sur la puissance de feu très supérieure à laquelle ils se trouvent confrontés, ils acceptent finalement de déposer les armes. Ils sont ensuite autorisés à quitter le village à bord d'un bus et d'un camion et sont aperçus pour la dernière fois se dirigeant vers le col du Brenner.
Des rumeurs ont couru ultérieurement, indiquant que les SS avaient été pris dans une embuscade tendue par la Résistance, puis capturés et pendus à des poteaux télégraphiques en bordure de route. Il est désormais établi que c'est une légende.

### Reddition du détachement de la Wehrmacht à l'armée américaine

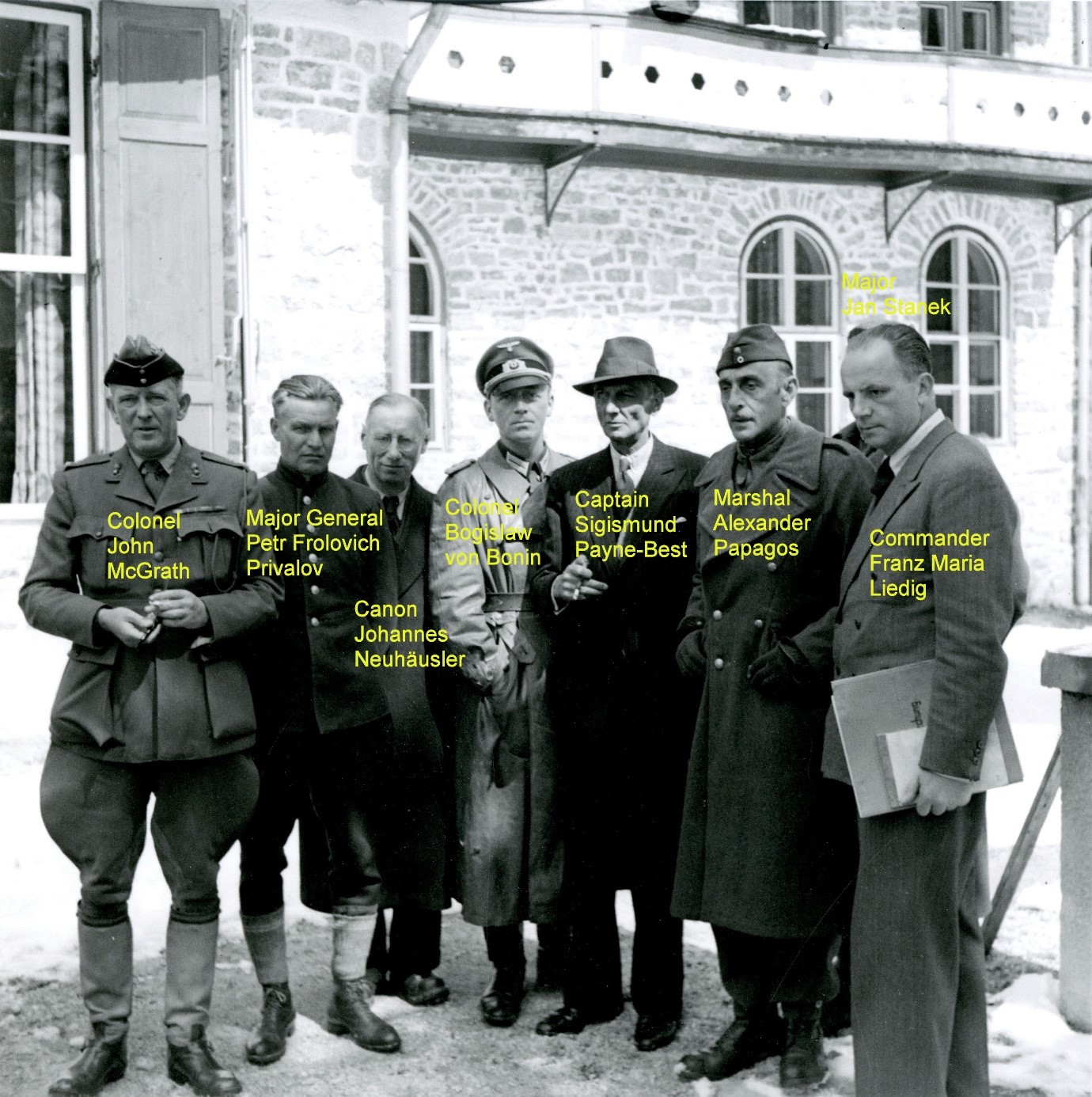
Otages à l'hôtel Pragser Wildsee après leur sauvetage par les forces américaines.

Les otages sont désormais délivrés des SS, mais pas hors de tout danger. Ils sont encore à la merci de déserteurs allemands, de nazis fanatiques poursuivant le combat malgré la capitulation de l'armée allemande en Italie, ou encore de partisans italiens en maraude ayant des comptes à régler. Les troupes du capitaine von Alvensleben escortent alors les otages jusqu'à ce qui était leur destination prévue à l'origine, l'hôtel Pragser Wildsee, à présent évacué par les généraux de la Luftwaffe. Certains des otages prennent également le large, mais la majorité choisit de rester dans cet hôtel sous la protection de la Wehrmacht.
Le héros de la Grande Evasion, le Wing commander Harry Day, et le chef de la résistance italienne qui avait organisé l'hébergement des otages à Villabassa (Niederdorf) quittent l'hôtel le 1er mai pour rejoindre la ligne de front et persuader les forces américaines de se hâter de venir au secours des otages.
Harry Day et son compagnon franchissent finalement les lignes de la Cinquième Armée américaine le 3 mai. Entretemps, toutes les forces allemandes en Italie avaient capitulé le 2 mai. Cependant, des combats sporadiques et parfois violents entre les forces allemandes et américaines se poursuivaient. Le premier contact de Day fut avec des éléments de la 88e division américaine, mais ils n'étaient pas en mesure de lancer une opération de sauvetage car ils se trouvaient à au moins 125 miles du Pragser Wildsee. En revanche, le 339e Régiment d'infanterie de la 85e Division avait atteint son objectif à San Candido à zéro heure trente le 4 mai, à seulement 21 km de Pragser Wildsee. Il reçoit l'ordre d'envoyer une "forte patrouille de combat" pour sécuriser et recueillir les otages.
La Compagnie G du 339e, désignée pour cette tâche, arrive aux premières heures du 4 mai dans un convoi de camions, de jeeps et de véhicules blindés.
Il y a d'abord un moment tendu lorsque les mitrailleurs de la Wehrmacht et les fantassins américains s'aperçoivent dans la faible lueur de l'aube, mais lorsque les sentinelles allemandes réalisent qu'il s'agit de soldats américains et non d'Allemands hostiles, elles déposent les armes et se rendent. Les otages sont désormais officiellement libérés et leurs protecteurs de la Wehrmacht démis de leurs fonctions.
Le 8 mai, toute liaison vers le nord étant interrompue, le général américain Leonard T. Gerow vient en personne au Pragser Wildsee pour annoncer aux otages libérés qu'ils allaient être transportés vers Naples. Certains, notamment les Allemands et les Autrichiens, finissent ainsi leurs années de guerre à Capri.

## Liste des prisonniers
| Allemagne, prisonniers ès qualités (29) - Bogislaw von Bonin, colonel de la Wehrmacht - Baron Friedrich, dit Fritz, Cerrini, secrétaire particulier du prince Friedrich Leopold de Prusse - Friedrich Engelke, marchand - Alexander von Falkenhausen, général, ancien commandant militaire de la Belgique et de la France - Wilhelm von Flügge, résistant, employé d'IG Farben - Prince Friedrich Leopold de Prusse (de) - Franz Halder, général, ancien chef d'état-major des armées - Gertrud Halder, épouse de Franz Halder - Anton Hamm, aumônier - Erich Heberlein (de), diplomate - Margot Heberlein, épouse d'Erich Heberlein - Horst Hoepner, marchand et officier, frère du général Erich Hoepner (ce dernier ayant été exécuté le 8 août 1944 à la suite du complot contre Hitler du 20 juillet 1944) - Joseph Joos, journaliste et homme politique (Zentrum) - Karl Kunkel (de), aumônier catholique - Franz Maria Liedig (en), officier de marine travaillant pour l'Abwehr (contre-espionnage allemand) - Josef Müller, officier membre de l'Abwehr - Johannes Neuhäusler (de), abbé - Martin Niemöller, pasteur protestant - Heidel Nowakowski, informatrice de la Gestapo en disgrâce - * Horst von Petersdorff (de), officier de la Wehrmacht - Philippe de Hesse-Cassel, diplomate - Hermann Pünder (en), officier - Hjalmar Schacht, ancien président de la Reichsbank et ancien ministre de l’Économie - Fabian von Schlabrendorff, officier d'ordonnance, adjoint du général Henning von Tresckow - Georg Thomas, général - Fritz Thyssen, personnalité du monde des affaires - Amélie Thyssen, épouse de Fritz Thyssen - Wilhelm Visintainer, cuisinier, emprisonné à Dachau - Paul Wauer, barbier coiffeur, emprisonné à Dachau Allemagne, prisonniers Sippenhaft (37) - Fey von Hassell (de), fille d'Ulrich von Hassell - Annelise Gisevius, sœur de Hans Bernd Gisevius - Anneliese Goerdeler, épouse de Carl Goerdeler - Benigna Goerdeler, fille de Carl Goerdeler - Gustav Goerdeler, frère de Carl Goerdeler - Marianne Goerdeler, fille d'Anneliese et Carl Goerdeler - Irma Goerdeler, épouse d'Ulrich Goerdeler, belle-fille d'Anneliese et Carl Goerdeler - Jutta Goerdeler, cousin de Benigna Goerdeler - Reinhard Goerdeler, fils d'Anneliese et Carl Goerdeler (n'était pas présent à l'hôtel Pragser Wildsee) - Ulrich Goerdeler, fils d'Anneliese et Carl Goerdeler - Käte Gudzent - Franz von Hammerstein (de), fils du général Kurt von Hammerstein-Equord (n'était pas présent à l'hôtel Pragser Wildsee) - Hildur von Hammerstein, fille de Maria et Kurt von Hammerstein-Equord. - Maria von Hammerstein-Equord, épouse de Kurt von Hammerstein-Equord - Anna-Luise von Hofacker, fille de Cäsar von Hofacker - Eberhard von Hofacker, fils de Cäsar von Hofacker - Ilse Lotte von Hofacker, épouse de Cäsar von Hofacker (n'était pas présente à l'hôtel Pragser Wildsee) - Elisabeth Kaiser, fille de Jakob et Therese Kaiser - Therese Kaiser, épouse du conjuré Jakob Kaiser, en fuite après l'attentat du 20 juillet 1944 - Arthur Kuhn, avocat - Anni von Lerchenfeld, belle-mère de Claus Schenk Graf von Stauffenberg; décédée au camp de Matzkau (de) - Lini Lindemann, épouse du général Fritz Lindemann - Josef Mohr, frère de Therese Kaiser - Käthe Mohr, épouse de Josef Mohr - Gisela Gräfin von Plettenberg-Lenhausen, fille de Walther Graf von Plettenberg-Lenhausen - Walther Graf von Plettenberg-Lenhausen, marchand - Dietrich Schatz, commandant (n'était pas présent à l'hôtel Pragser Wildsee) - Alexander Schenk Graf von Stauffenberg, frère de Claus Schenk Graf von Stauffenberg. - Alexandra Schenk Gräfin von Stauffenberg, fille de Markwart Schenk Graf von Stauffenberg - Clemens Schenk Graf von Stauffenberg, fils de Markwart Schenk Graf von Stauffenberg - Elisabeth Schenk Gräfin von Stauffenberg, épouse de Clemens Schenk Graf von Stauffenberg - Inèz Schenk Gräfin von Stauffenberg, fille de Markwart Schenk Graf von Stauffenberg - Maria Schenk Gräfin von Stauffenberg, épouse de Berthold Schenk Graf von Stauffenberg - Marie-Gabriele Schenk Gräfin von Stauffenberg, fille d'lisabeth Schenk Gräfin von Stauffenberg et de Clemens Schenk Graf von Stauffenberg - Markwart Schenk Graf von Stauffenberg (senior), Colonel - Markwart Schenk Graf von Stauffenberg Jr, fils d'Elisabeth Schenk Gräfin von Stauffenberg et de Clemens sen. Schenk Graf von Stauffenberg, (n'était pas présent à l'hôtel Pragser Wildsee) - Otto Philipp Schenk von Stauffenberg (de), fils de Elisabeth Schenk Gräfin von Stauffenberg et de Clemens sen. Schenk Graf von Stauffenberg - Hans-Dietrich Schröder, fils d'Ingeborg Schröder - Harring Schröder, fils d'Ingeborg Schröder - Ingeborg Schröder, épouse du pasteur résistant Johannes Schröder (de) - Sybille-Maria Schröder, fille d'Ingeborg Schröder - Isa Vermehren, actrice, sœur d' Erich Vermehren (de), avocat membre de l'Abwehr, passé en Angleterre en janvier 1944. Autriche (5) - Konrad Praxmarer, écrivain - Richard Schmitz, ancien maire de Vienne - Kurt Schuschnigg, ancien Chancelier fédéral d'Autriche - Vera Schuschnigg, épouse de Kurt Schuschnigg, accompagnée de sa fille Maria Dolores Elisabeth Schuschnigg, qui s'était jointe au convoi volontairement et n'était pas officiellement otage. | Danemark (6) - Hans Frederik Hansen, agent danois du SOE, dit "Frederiksen" - Adolf Theodor Larsen, dit "Andy", agent danois du SOE, parachuté au Danemark et arrêté le 26 mars 1943 - Jørgen Lønborg Friis Mogensen, vice-consul danois à Dantzig, arrêté en 1944 pour ses liens avec la Résistance polonaise - Hans Lunding, capitaine, chef des services de renseignement danois - Max Mikkelsen, capitaine de la marine marchande - Knud Pedersen (en), capitaine de la marine marchande France (6) - Jeanne Blum, épouse de Léon Blum - Léon Blum, ancien président du Conseil - le prince François-Xavier de Bourbon-Parme - Joseph Joos, alsacien devenu journaliste et homme politique en Allemagne (membre du Zentrum), considéré comme un prisonnier français - Gabriel Piguet, évêque de Clermont-Ferrand - Raymond Van Wymeersch, capitaine des Forces aériennes françaises libres, rescapé de la grande évasion Grèce (7) - Konstantinos Bakopoulos (en), général - Panagiótis Dedes, général - Vassílis Dimitrion, militaire - Nikoláos Grivas, caporal - Georgios Kosmas (en), général - Aléxandros Papágos, général, ancien commandant en chef de l'armée grecque - Ioannis Pitsikas (en), général Hongrie (10) - Aleksander Ginzery, colonel - Josef Hatz, commandant - Samuel Hatz, professeur, père de Josef Hatz - Andreas Hlatky, secrétaire d'État hongrois - Miklós Horthy Jr. (en), diplomate, fils du régent hongrois Miklós Horthy - Géza Igmándy-Hegyessy, général - Miklós Kállay, ancien Premier ministre de Hongrie - Julius Király, colonel - Desiderius Ónody, secrétaire de Miklós Horthy Jr. - Baron Péter Schell (en), ministre de l'intérieur hongrois Irlande (2) - John McGrath, lieutenant-colonel - Patrick O'Brien, soldat Italie (7) - Amechi, fonctionnaire - Eugenio Apollonio, chef adjoint de la police de la République sociale italienne - Mario Badoglio, fils du maréchal Pietro Badoglio - Burtoli, fonctionnaire - Davide Ferrero, colonel - Sante Garibaldi, général - Tullio Tamburini (it), chef de la police de la République sociale italienne Lettonie (1) - Gustavs Celmiņš (en), capitaine de réserve Pays-Bas (1) - Johannes J. C. van Dijk (nl), ancien ministre de la défense Norvège (1) - Arne Dæhli, capitaine de la marine. Pologne (3) - Jan Izycki, pilote de la RAF - Stanisław Jensen (pl), pilote de la RAF - Comte Aleksander Zamoyski], commandant Royaume-Uni (12) - Sigismund Payne Best (en), capitaine, Secret Intelligence Service - Jack Churchill, lieutenant-colonel, Commando - Peter Churchill, capitaine, Special Operations Executive - Thomas Cushing, Staff Sgt. - Harry Day (en), Wing Commander de la RAF - Sydney Dowse (en), lieutenant de la RAF - Hugh Falconer, squadron leader de la RAF, SOE - Wadim Greenewich, du département de contrôle des passeports du Foreign Office - Bertram James (en), lieutenant de la RAF - John Spence, fermier - Richard Henry Stevens, lieutenant-colonel - Andrew Walsh, mécanicien de la RAF Slovaquie (2) - Imrich Karvaš (en), gouverneur de la banque nationale - Ján Stanek (sk), commandant Union soviétique (6) - Ivan Georgievich Bessonov (ru), général - Victor Brodnikov, lieutenant-colonel - Fyodor Ceredilin, soldat - Vassily Vassilyevich Kokorin, lieutenant - Pyotr Privalov (ru), général - Nikolay Rutschenko, Lt.lieutenant Suède (1) - Carl Edqvist, SS-Obersturmführer Suisse (1) - Jules Armand Mottet, arrêté en décembre 1943 pour "espionnage, diffusion de tracts gaullistes et affiliation à l’organisation de Résistance «Libération»", condamné à mort en janvier 1944, puis à 15 ans de travaux forcés, après les interventions des diplomates suisses, torturé par la Gestapo à Paris, puis incarcéré à Flossenburg puis Dachau. Tchécoslovaquie (2) - Josef Burda (cs), marchand - Jan Rys-Rozsévač (en), journaliste Yougoslavie (3) - Hnko Dragić-Hauer, lieutenant-colonel - Novak Popović, chef de l'administration postale - Dimitrje Tomalevsky, journaliste |

## Sources
- Sayer Ian et Dronfield Jeremy. Le dernier complot d'Hitler – Les 139 otages VIP sélectionnés pour mourir dans les derniers jours de la Seconde Guerre mondiale. (ISBN 978-03-0692-155-1) New York : Da Capo Press, 2019
- Hans-Günter Richardi, SS-Geiseln in der Alpenfestung  (en allemand)
- Pragser Wildsee.com (en allemand)
- Peter Koblank : Die Befreiung der Sonder- und Sippenhäftlinge in Südtirol, édition en ligne Mythos Elser 2006 (en allemand)
- ECHO Tirol 10 novembre 2005 (en allemand)
- Fey von Hassell (de), Otage du Troisième Reich : L'histoire de mon emprisonnement et de mon sauvetage des SS,
- Endgame 1945 Le dernier chapitre manquant de la Seconde Guerre mondiale (ISBN 978-0-316-10980-2)
- Klaus-Dietmar Henke, Die amerikanische Besetzung Deutschlands, (en allemand)
- Kurt von Schuschnigg : Requiem autrichien, Victor Gollancz 1946, Londres.